# Jeanne d'Oettingen-Oettingen
Jeanne d'Oettingen-Oettingen (en allemand Johanna zu Oettingen-Oettingen) est née à Harbourg (Saint-Empire) le 30 août 1602 et meurt à Strasbourg le 17 septembre 1639. Elle est une noble allemande, fille du comte Louis-Évrard d'Oettingen-Oettingen (1577-1634) et de Marguerite d'Erbach (1576-1635).

## Mariage et descendance
Le 15 novembre 1619 elle se marie à Bischwiller avec Philippe-Wolfgang de Hanau-Lichtenberg (1595-1641), fils du comte Jean-Reinhard Ier de Hanau-Lichtenberg (1569-1625) et de la comtesse Marie-Élisabeth de Hohenlohe-Neuenstein (1576-1605). Le mariage a les enfants suivants :
1. Jean-Louis, né le 14 juin 1621 à Strasbourg, décédé le 30 janvier 1623 à Bouxwiller, et inhumé en ce lieu.
2. Anne Élisabeth, née le 19 mai 1622 à Bouxwiller, et décédée le 21 mai 1622 à Bouxwiller et inhumée en ce lieu.
3. Frédéric-Casimir de Hanau-Lichtenberg, né le 4 août 1623, et décédé le 30 mars 1685.
4. Dorothée-Élisabeth, née le 19 novembre 1624 à Bouxwiller, et décédée le 21 novembre 1624 et inhumée en ce lieu.
5. Jean-Philippe de Hanau-Lichtenberg, né le 13 janvier 1626 (calendrier julien) à Bouxwiller, décédé le 18 décembre 1669 à Babenhausen.
6. Jeanne-Julienne, née le 4 janvier 1627 à Bouxwiller et décédée le 4 septembre 1628 à Bouxwiller.
7. Jean-Reinhard II de Hanau-Lichtenberg, né le 13 janvier 1628 (calendrier julien) à Bouxwiller et décédé le 25 avril 1666 à Bischofsheim am hohen Steg)
8. Sophie-Éléonore, née le 13 avril 1630 à Bouxwiller et décédée le 20 avril 1662 (calendrier julien) à La Petite Pierre non mariée, vivant avec sa sœur Agathe Christine, inhumée à Bouxwiller.
9. Agathe-Christine de Hanau-Lichtenberg, née le 23 septembre 1632 et décédée le 5 décembre 1681, épouse du comte palatin Léopold-Louis de Palatinat-Veldenz
10. Christian-Eberhard, né le 17 juillet 1635 (calendrier julien) à Strasbourg et décédé le 4 mai 1636 à Strasbourg), inhumé à Bouxwiller.